# Chaykend
Chaykend (ryska: Чайкенд, azerbajdzjanska: Çaykənd) är en ort i Azerbajdzjan.   Den ligger i distriktet Xanlar Rayonu, i den centrala delen av landet, 300 km väster om huvudstaden Baku. Chaykend ligger 994 meter över havet och antalet invånare är 2 236.
Terrängen runt Chaykend är lite bergig. Närmaste större samhälle är Yelenendorf, 13,5 km norr om Chaykend.
Trakten runt Chaykend består till största delen av jordbruksmark. Runt Chaykend är det ganska glesbefolkat, med 43 invånare per kvadratkilometer.